# Шалдай
Шалдай (каз. Шалдай) — село в Щербактинском районе Павлодарской области Казахстана. Расположено в 88 км к юго-западу от районного центра — села Шарбакты и в 140 км к юго-востоку от областного центра — города Павлодара. Административный центр Шалдайского сельского округа. Код КАТО — 556867100.

## История
Село возникло в 1927—1928 годах в связи с организацией лесопильного производства и развития мехлесхоза.
В 1964 году в Шалдае была открыта Прииртышская лесная опытная станция Казахского НИИ лесного хозяйства и агролесомелиорации.

## Население
В 1985 году в селе проживало 2052 человек. В 1999 году население села составляло 1484 человека (736 мужчин и 748 женщин). По данным переписи 2009 года, в селе проживали 1474 человека (734 мужчины и 740 женщин).